# 瀨棚郡
瀨棚郡（日语：／ Setana gun */?）為日本北海道檜山振興局的郡，位於檜山振興局東北部。
郡名源自阿伊努語的「seta-ru-pes-pe-nay」，經簡略後成為「seta-nay」，意思是狗的河川。

## 轄區
轄區包含1町：
- 今金町

## 沿革

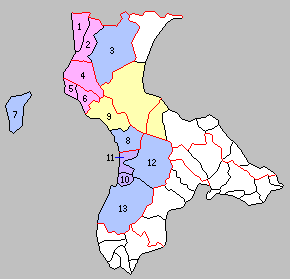
北海道一・二級町村制施行時濑棚郡下辖町村（1.濑棚村 2.东濑棚村 3.利別村 桃：久遠郡濑棚町）

- 1869年8月15日：北海道設置11國86郡，後志國瀨棚郡成立。
- 1897年11月：北海道實施支廳制，瀨棚郡隸屬檜山支廳之管轄，此時瀨棚郡下轄島歌村、虻羅村、中歌村、梅花都村、瀨棚村、利別村。[2]（6村）
- 1902年2月19日：東濑棚村從瀨棚村分村。
- 1902年4月1日：島歌村、虻羅村、中歌村、梅花都村、瀨棚村合併為瀨棚村，並成為北海道二級村。[3]（1村）
- 1906年4月1日：東瀨棚村、利別村成為北海道二級村。（3村）
- 1919年4月1日：瀨棚村成為北海道一級村。
- 1921年1月1日：瀨棚村改制為瀨棚町。（1町2村）
- 1929年4月1日：利別村成為北海道一級村。
- 1943年6月1日：北海道一級二級町村制廢止，東瀨棚村改為內務省指定村。
- 1946年10月5日：指定町村制廢止。
- 1947年10月1日：利別村改制並改名為今金町。[4]（2町1村）
- 1953年10月1日：東瀨棚村改制為東瀨棚町。（3町）
- 1955年4月1日：東瀨棚町與太櫓郡太櫓村合併為瀨棚郡北檜山町。（3町）
- 2005年9月1日：北檜山町、瀨棚町和久遠郡大成町合併為久遠郡瀨棚町，並脫離瀨棚郡之管轄。（1町）